# Kaspersky Internet Security
Kaspersky Internet Security, prescurtat KIS, este o suită de securitate dezvoltat de Kaspersky Lab compatibil cu Microsoft Windows. KIS sprijină detectarea și remedierea de malware, e-mail spam, a tentativelor de phishing și a scurgerilor de date.

## Istoricul versiunilor
Nici o versiune a Internet Security nu este disponibilă în limba română.

### Versiunea 2007 (6.0)
Versiunea 6.0 a fost prima versiune de KIS. Firewall-ul lui Kaspersky Anti-Hacker lucrează cu funcția Anti-Spy, blocarea site-urilor cu conținut potențial periculos.
Interfața a fost reproiectată față de versiunile anterioare combinând mai multe aplicații stand-alone Kaspersky împreună într-un singur pachet integrat.
Kaspersky Internet Security Suite 6 este bine organizat, cu setări importante de antivirus, spyware, spam-ul și alte instrumente de securitate sunt la un click distanță de ecranul principal. KIS 6.0 suportă Windows 98 SE, ME, NT Workstation 4.0, 2000 Professional, XP Home Edition, XP Professional, XP Professional x64 și Vista.
Spațiul de stocare este 50 de MB mai este necesar Internet Explorer 5.5 și Windows Installer 2.0. Cerințele RAM și CPU sunt dependente de sistemul de operare.

### Versiunea 2008 (7.0)
Versiunea 7.0 a introdus o interfața cu utilizatorul reproiectată. A obținut rezultate bune în detectarea malware-ului și în testele de dezinfecție conduse de AV-Test.org, compania germană de cercetare de securitate. Componente au fost redenumite și reorganizate, modulul Anti-Hacker a fost redenumit în Firewall și modulul Anti-Spy a fost integrat cu modulul de control al datelor personale.
Modulul Antispam filtrează fluxulul de e-mail intrat POP3 sau IMAP înainte mesajele să ajungă în clientul de e-mail.
Filtrul spam se integrează cu Microsoft Outlook, Outlook Express, Windows Mail și Bat!.

### Versiunea 2009 (8.0)
Această versiune introduce o interfață de utilizator reînnoită, aplicație cu un modul de filtrare, un motor anti-virus actualizat și un scanner de vulnerabilitate.  Filtrul AntiSpam se integrează cu clientul de e-mail Mozilla Thunderbird.
Kaspersky a dotat KIS 2009 cu un analizator de securitate care scanează sistemul aplicațiile pentru vulnerabilități și găuri de securitate. O altă funcție deosebită a firewall-ului sunt regulile încorporate care permit diverse servicii ca ActiveSync, IRC, Remote Desktop și DHCP.
Kaspersky Internet Security 2009 a a rezultatele la două organizații de testare antivirus independente. Rezultatele de la AV-test.org Kaspersky Internet Security 2009 a găsit 98 la sută din malware și 98 la sută din spyware pe sistemul testat. 
În cele mai recente rezultatele testelor de la câștigat un rating Advanced (Avansat) pentru că a detectat foarte puține alarme false în comparație cu alte aplicații antivirus.
Control parental are capacitatea de a conecta evenimente, bloceze site-uri web bazate pe cuvinte cheie sau să limiteze accesul la Web cu un timp din zi sau limita stabilită. Există opt categorii pentru blocare, toate standard, inclusiv IM, porno, droguri, violență și limbajul explicit.

### Versiunea 2010 (9.0)
Alături de componenta de antivirus (care este disponibil ca un produs independent), protecția completă software-ului este împărțită în trei categorii. Fișiere și date private caracteristici de protecție antivirus și monitorizarea aplicaților, Sistem de securitate care se referă la e-mail, mesagerie, scanare web, anti-spam și un blocarea atacurilor de rețea, în timp ce securitate online adaugă un firewall, un monitor de rețea în timp real, măsurile anti-phishing și un banner blocant.
Kaspersky pentru edițiile 2010 ale Kaspersky AntiVirus și Internet Security a inclus mai multe caracteristici utile ca detectarea amenințărilor comportamentale, sandbox program și un mod de gamer.
A introdus o nouă interfață de utilizator și un sandbox pentru rularea aplicațiilor într-un mediu virtualizat.
O nouă caracteristică în ediția 2010 se numără sistemul de detectare de comportament bazată pe Urgent Detection Sytsem. UDS utilizează date anonime de la 10 milioane de clienți Kaspersky care aleg să participe la depunerea sistemul lor pentru scaneare la serverele centrale Kaspersky pentru analiză, și "stegulețe roșii" înseamnă un comportament suspect, chiar dacă un program folosit pentru a fi în siguranță, se poate închide dacă intenția de malware este din nou activat.
Pentru browserele Firefox și Internet Explorer sunt instalate plugin-uri pentru avertizarea la link-urile suspecte.

Kaspersky Security Network permite trimiterea de informații despre experienta ta la Kaspersky, astfel încât acestea să poată reacționa mai rapid la amenințările emergente.

### Versiunea 2011 (11.0)
Kaspersky Lab a anunțat pe 8 iunie 2010 lansarea comercială a Kaspersky Internet Security 2011 cu numărul versiunii complete 11.0.0.232.
Protecția în timp real Deci verifică aplicațiile executate, fișierele deschise, e-mailurile intrarate și ieșite, traficul web HTTP și mesaje instant (sunt sprijinite ICQ, MSN, AIM, Yahoo!, Jabber, Google Talk, Mail.Ru Agent și IRC) și verificarea pachetelor de rețea de intrare pentru verfificarea semnelor de pericol.
Secțiunea de instrumente include o caracteristică Rescue Disk (care permite crearea unui CD/USB care conține instrumente de detectare a malware-ului), Privacy Cleaner (care elimină istoricul browser-ului, memorie cache și fișierele log), o componentă de depanare (detectează setările deteriorate cauzate de malware) și caracteristica de configurație a browserului (analizează setările Internet Explorer din punct de vedere al securității).
O altă caracteristică nouă este "Safe Run for Websites" care se bazează pe sistemul sandbox pentru aplicații care a apărut pentru prima dată în KIS 2010. Se poate rula browser-ul într-un mod protejat - cu o bordură verde vizibilă - care previne procesele de care previne snooping-ul pe trafic și datele din cache. Dacă se adaugă URL-ul unei bănci se va deschide automat în browser "sigur" de fiecare dată când accesezi pagina.
După ce a acceptat să termenul juridic standard, primul lucru solicitat este permiterea informațiilor să fie colectate de Network Security Kaspersky (KSN). KSN va trimite Kaspersky Lab informații legate de statutul de protecție, informații cu privire la fișiere potențial periculoase și acțiunile lor. În plus se va colecta informații sistem de operare, detalii de hardware și software (inclusiv detalii cu privire la versiunea de Kaspersky care este utilizat și tipul de licență) și detalii privind la aplicațiile descărcate și rulate pe computerul gazdă.

### Versiunea 2012 (12.0)
Pe 1 martie 2011, Kaspersky Internet Security 2012 a apărut în versiune beta (versiunea 12.0.0.191) care era disponibil pentru descărcare în 3 limbi: engleză, franceză și rusă. Pe 7 iunie 2011 Kaspersky Lab a anunțat lansarea comercială a suitei Kaspersky Internet Security 2012 în Franța, Germania și Elveția.
Interfața a fost actualizată de la culorile din KIS 2011 la un turcoaz, alb și verde, cu icoane la îndemână pe fereastra de deschidere care oferă acces la funcții de bază, cum ar fi scanarea la cerere, actualizarea semnăturilor manuale și control parental.
Controlul parental prezintă flexibilitate: când se setează parole, pot fi blocate anumite aspecte diferitele ale programului de configurare. 
Cererile pot fi blocate prin planificare, fișierele după extensie și chiar contactele specifice de pe rețelele sociale. Șirurile de caractere sensibile pot fi prevenite de a fi trimise de la PC-ul client.
Network Monitor oferă un grafic în timp real a traficului de intrare și de ieșire, distribuția traficului în diagrame la fiecare aplicație. Lista de porturi deschise și procesele sunt actualizate în timp real. 

### Versiunea 2013 (13.0)
Kaspersky Lab a lansat prima versiune beta Kaspersky Internet Security 2013 în martie 2012.
Kaspersky Lab anunță lansarea comercială a suitei Kaspersky Internet Security 2013 cu numărul de versiune 13.0.1.4190 pe 28 august 2012.
Kaspersky Internet Security 2013 are interfața reorganizată, cu un panou principal care arată starea PC-ului deasupra unei bare glisante cu nouă icoane. Sunt pictograme pentru scanare și actualizare, inclusiv planificarea pentru ambele, icoane pe tastatura virtuală, safe money și un monitor de rețea.
Un modul separă în condiții de siguranță site-uri suspecte de pe computer care le plasează într-un mediu virtual unde se pot face nici un rău în sistemului.  Banking on-line se face într-un mediu virtual pentru a păstra informațiile financiare sigure. Consilierul site-ului avertizează când sunt pagini suspecte și informează despre nivelul de amenințare de URL-uri înainte să fie încărcate.